# Mkokotoni
Mkototoni  este un oraș  în  Tanzania, situat pe insula Zanzibar. Este reședința  regiunii Zanzibar North.